# Winkelalm
Die Winkelalm ist eine Selbstversorgerhütte der Sektion Oberland des Deutschen Alpenvereins (DAV) im Kaisergebirge in Tirol, Österreich.

## Lage
Die ursprüngliche Almhütte Winkelalm 1193 m ü. A. ist eine kleine Selbstversorgerhütte, sie steht auf der Nordseite des Zahmen Kaisers, im weitläufigen Winkelkar unterhalb der Pyramidenspitze.

## Zugänge
- Von Durchholzen auf die Winkelalm, 3,1 km, 1,2 Std.[2]

## Umliegende Hütten
- Kohlalm (1245 m)
- Anton-Karg-Haus, bewirtschaftete Hütte (829 m)
- Hans-Berger-Haus, bewirtschaftete Hütte (936 m)
- Stripsenjochhaus, bewirtschaftete Hütte (1577 m)
- Vorderkaiserfeldenhütte, bewirtschaftete Hütte (1384 m)
- Babenstuberhütte, Biwak (2300 m)
- Untere Scheibenbichlalm, Alpe (1284 m).[3]

## Gipfel
- Von Durchholzen auf die Pyramidenspitze und zur Vorderkaiserfeldenhütte, 8,7 km, 4,5 Std.
- Heuberg (1603 m) von der Winkelalm, 2,9 km, 1,2 Std.

## Karten
- Alpenvereinskarte: 8 Kaisergebirge: Wege und Skitouren, 1:25.000: Topographische Karte, gefaltete Karte ISBN 978-3928777230